# Cu Huy Ha Vu
Cù Huy Hà Vũ (né en 1957), docteur en droit à la Sorbonne, est un éminent critique du gouvernement vietnamien. Il est arrêté 5 novembre 2010 à Hô Chi Minh-Ville dans le cadre d'une enquête sur des actes de « propagande contre l'État de la république socialiste du Vietnam ».

## Biographie
Cù Huy Hà Vũ est le fils du poète et homme politique Cù Huy Cận et de Ngô Thị Xuân Như, la sœur du poète Xuân Diệu.
L'épouse de Vu, Nguyễn Thị Dương Hà, est également avocate et ils dirigent ensemble un cabinet d'avocats à Hanoi. En 2006, Cù Huy Hà Vũ s'est porté candidat, sans succès, au poste de ministre de la Culture du pays.

## Activités
Cù Huy Hà Vũ a tenté de poursuivre le Premier ministre Nguyễn Tấn Dũng à plusieurs reprises. En juin 2009, il a atteint une notoriété nationale en intentant un procès contre Nguyễn Tấn Dũng pour avoir accordé à une société minière chinoise des droits sur un gisement de bauxite. La plainte a été rejetée par le tribunal. En septembre et octobre 2010, Cù Huy Hà Vũ a intenté un procès contre Nguyễn Tấn Dũng pour avoir signé la décision n° 136, une mesure qui interdisait aux citoyens d'intenter des procès ou de déposer des plaintes contre le gouvernement national.
Cù Huy Hà Vũ a également demandé, lors d'interviews, la révision de l'article 4 de la Constitution du Vietnam, qui stipule que le Parti communiste est le seul parti politique légal. Cù Huy Hà Vũ a déclaré qu'il souhaitait que le Vietnam adopte des réformes démocratiques et un système de gouvernement multipartite.
En octobre 2010, le cabinet d'avocats de Cù Huy Hà Vũ a commencé à défendre les catholiques de la paroisse de Con Dau à Da Nang, après que la police ait arrêté des membres de la paroisse pour une procession funéraire dans une zone contestée. Cependant, le cabinet s'est vu refuser l'autorisation de représenter les défendeurs par le tribunal populaire du district de Cam Le.

## Arrestation
Il est arrêté le 5 novembre 2010 à Hô Chi Minh-Ville. Il est condamné le 4 avril 2011 à sept ans de prison pour propagande anti-gouvernementale,. Il est libéré en 2014, et quitte le pays pour se rendre aux États-Unis,.